# Carlo Bedolini
Carlo Bedolini (Caravaggio, 16 agosto 1877 – Treviglio, 1940) è stato un architetto italiano.
Era figlio di Angelo Bedolini, anch'egli noto architetto, autore nel 1894 del progetto per il sopralzo del campanile della chiesa parrocchiale di Caravaggio.

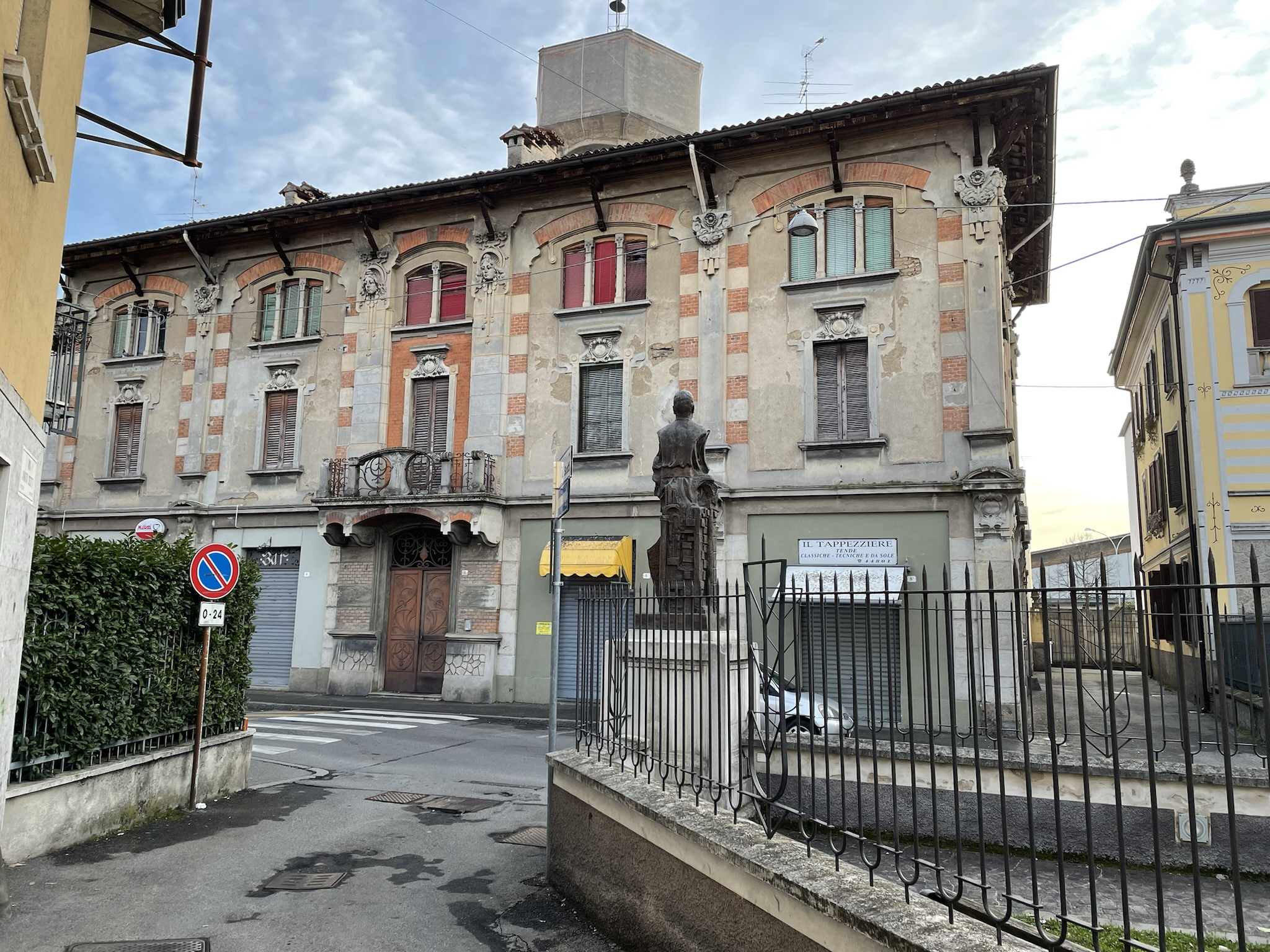
Casa Furia, Treviglio, 1906

Si laureò a Torino nel 1901 alla Scuola d'Applicazione per ingegneri, iniziando da subito a ricevere commissioni nella zona tra Caravaggio e Treviglio. I suoi primi lavori furono condizionati dal neoromanticismo e deal Liberty riscontrabile nella Villa Severgnini a Caravaggio del 1902 e nella Casa Furia di Treviglio del 1906. 
La richiesta di commissioni da parte di diverse chiese locali lo porterò allo studio approfondito dell'arte ottocentesca fino alla progettazione della Chiesa di San Carlo ai Morti nel 1905 a Treviglio. La sua attività si fermò durante la prima guerra mondiale, riprendendo per commissioni private che prediligevano una forma di architettura classica. La commissione più importante ricevuta in questo periodo fu l'ampliamento del cimitero di Treviglio. Il progetto in stile neoclassico lombardo lo occupò nel bienno 1920-1922.
Tra le sue opere, tutte in spiccato stile Liberty, si ricordano a Caravaggio il Teatro Amerighi (divenuto negli anni il "Cinema Merisi") e il palazzo delle scuole elementari Michelangelo Merisi, inaugurato l'8 dicembre del 1912 e diventato luogo del FAI. A Treviglio fu autore del Teatro dei Filodrammatici.